# Centro Nacional de Tiro
Das Centro Nacional de Tiro (deutsch Nationales Schießzentrum) ist ein Schießstand im Olympiapark Deodoro von Rio de Janeiro.

## Geschichte
Das Centro Nacional de Tiro wurde für die Panamerikanischen Spiele 2007 nach einem Entwurf von BCMF Arquitetos errichtet. Anlässlich der Olympischen Sommerspiele 2016 in Rio de Janeiro modernisiert und erweitert. Während den Spielen fanden die Wettkämpfe im Schießsport statt. Auch bei den Paralympics 2016 war die Anlage Wettkampfstätte der Schießwettkämpfe.
Obwohl es sich um ein kürzlich errichtetes Gebäude handelt, mussten einige Standards der International Shooting Federation aktualisiert werden, zusätzlich zur Wartung des Zielsystems, der Klimaanlage sowie der hydraulischen und elektrischen Anlagen.
Angesichts sehr hoher Kosten analysierte das zuständige Architekturbüro Vigliecca & Associados verschiedene Möglichkeiten, um die Anforderungen des IOC und die bestehende Struktur in Einklang zu bringen. Zusätzlich zur bestehenden Tribüne auf dem Außengelände mit 600 Sitzplätzen wurde eine provisorische Tribüne mit 2.000 Sitzplätzen errichtet.